# Fixelídids
Els fixelídids (Phyxelididae) són una família d'aranyes araneomorfes descrites per P. T. Lehtinen l'any 1967. Eren una subfamília dins els amauròbids (Amaurobiidae); l'any 1999 foren elevats a nivell d'una nova família i col·locats com a grup propers dels titanècids (Titanoecidae) per Griswold et al.
La seva distribució es redueix principalment a una gran zona d'Àfrica i Madagascar, també a l'Àsia Menor, i a Borneo i Sumatra, on el gènere Vytfutia té una espècie única a cada illa.

## Sistemàtica
Segons el World Spider Catalog amb data del 3 de gener de 2019, aquesta família té reconeguts 14 gèneres i 64 espècies. El creixement dels darrers anys no és molt gran, ja que el 28 d'octubre de 2006 es reconeixien 12 gèneres i 54 espècies. Els 14 gèneres són:
- Ambohima Griswold, 1990 (Madagascar)
- Kulalania Griswold, 1990 (Kenya)
- Lamaika Griswold, 1990 (Sud-àfrica)
- Malaika Lehtinen, 1967 (Sud-àfrica)
- Matundua Lehtinen, 1967 (Sud-àfrica)
- Namaquarachne Griswold, 1990 (Sud-àfrica)
- Phyxelida Simon, 1894 (Àfrica, Madagascar, Xipre, Turquia)
- Pongolania Griswold, 1990 (Sud-àfrica)
- Themacrys Simon, 1906 (Sud-àfrica)
- Vidole Lehtinen, 1967 (Sud-àfrica)
- Vytfutia Deeleman-Reinhold, 1986 (Sumatra, Borneo)
- Xevioso Lehtinen, 1967 (Àfrica)

### Superfamília Titanoecoidea
Els fixelídids havien format part de la superfamília dels titanecoïdeus (Titanoecoidea), al costat dels titanècids. Les aranyes, tradicionalment, havien estat classificades en famílies que van ser agrupades en superfamílies. Quan es van aplicar anàlisis més rigorosos, com la cladística, es va fer evident que la major part de les principals agrupacions utilitzades durant el segle XX no eren compatibles amb les noves dades. Actualment, els llistats d'aranyes, com ara el World Spider Catalog, ja ignoren la classificació de superfamílies.